# Silene goulimyi
Silene goulimyi là loài thực vật có hoa thuộc họ Cẩm chướng. Loài này được Turrill miêu tả khoa học đầu tiên năm 1955.